# Kawasaki Ki-3
El Kawasaki Ki-3 (九三式単軽爆撃機 Kyūsan-shiki tankei bakugekiki?) fue un bombardero ligero biplaza construido por Kawasaki Kōkūki Kōgyō K.K. para el Ejército Imperial Japonés en la década de 1930. Fue el último diseño de bombardero biplano producido para la Fuerza Aérea del Ejército Imperial Japonés, entró en servicio de combate en Manchukuo y en el norte de China durante las primeras fases de la segunda guerra sino-japonesa.

## Desarrollo
En la primera mitad de los años treinta el Rikugun Kōkū Hombu, Estado Mayor del Ejército Imperial japonés, consideró necesario iniciar una modernización de sus aviones destinados a operaciones de bombardeo aéreo táctico, hasta entonces fundamentalmente basado en el Kawasaki Ka 87, para adaptarse a los similares roles desarrollados en Europa y los Estados Unidos. Con este fin, el ejército imperial emitió una especificación para el diseño y la fabricación de nuevos modelos, en particular mediante la formalización de un contrato para un bombardero pesado, medio y ligero que dio lugar al Ki-1 y Ki- 2 desarrollados por Mitsubishi y al Ki-3 fabricado por Kawasaki, respectivamente.
Kawasaki confió el proyecto a su nuevo director del departamento técnico, el ingeniero Takeo Doi quien decidió aprovechar la experiencia adquirida como asistente de Richart Vogt en el desarrollo del Kawasaki KDA-6, un avión de reconocimiento biplano monomotor con tren de aterrizaje fijo, caracterizado por una estructura completamente metálica y equipado con un motor V12 refrigerado por líquido, diseñado por iniciativa privada que, sin embargo no pasó de la fase de prototipo. Aunque rechazado por las autoridades militares japonesas, el modelo demostró tener un excelente desempeño y manejo.
Una versión mejorada del KDA-6, que recibió la designación de Kawasaki A-6, fue producida como avión de enlace y utilizado en el ámbito civil por el periódico Asahi Shimbun para el transporte de periódicos y personal.
El prototipo del Ki-3 voló por primera vez en marzo de 1933, equipado con un radiador anular inusual en la nariz, una solución técnica que luego se descartó por una solución más clásica. Una vez finalizadas las pruebas de vuelo, se presentó a las autoridades militares que aprobaron el modelo estipulando un contrato de suministro y asignándole, según los convenios de designación «larga», el nombre de «Bombardero Ligero Monomotor del Ejército Tipo 93».
La producción del Ki-3, se inició en 1933 en las fábricas de Kawasaki y, posteriormente, bajo licencia en las de Tachikawa Hikōki, al cumplirse el contrato, en 1935, se habían fabricado un total de 243 unidades, (3 prototipos y 200 unidades por Kawasaki y 40 unidades por Tachikawa).

## Características
El Ki-3 era un diseño biplano de construcción totalmente metálica con aleación ligera y revestimiento de tela, con alas escalonadas y un tren de aterrizaje fijo dividido. Estaba propulsado por un motor en línea BMW IX V12 sobrealimentado de 592 kW (790 hp), que impulsaba una hélice de madera de dos palas. La velocidad máxima era de 259 km/h y el peso máximo al despegue era de 3097 kg. Montaba una ametralladora de 7.7 mm para disparar hacia adelante, sincronizada con la hélice, la otra se montó dorsalmente en un soporte flexible. La carga máxima de bombas que podía transportar era de 500 kg. La tripulación compuesta de dos hombres se sentaba en dos cabinas abiertas.

## Historial de combate
El Kawasaki Ki-3 recibió la designación oficial de Bombardero Ligero Monomotor del Ejército Tipo 93, según el sistema de nomenclatura de aviones militares japoneses. Voló por primera vez en abril de 1933, y entró en servicio operativo inicialmente con el 6.º Regimiento Aéreo Compuesto en Chosen (Corea). Posteriormente se utilizó en combate en Manchukuo (Manchuria) y en el norte de China durante las etapas iniciales de la segunda guerra sino-japonesa, donde destacó por su buena maniobrabilidad para apoyar a las tropas terrestres. Se consideraba un avión resistente de ataque a tierra, pero el sobrealimentador de su motor refrigerado por líquido era una fuente constante de problemas.

## Operadores
Japón
- Servicio Aéreo del Ejército Imperial Japonés

## Especificaciones
Datos extraídos deː"Japanese Aircraft 1910-1941".

### Características
- Tripulación: 2
- Longitud: 10 m
- Envergadura: 13,0 m
- Altura: 3 m
- Superficie alar: 38,00 m2
- Peso vacío: 1.650 kg
- Peso máximo al despegue: 3.097 kg
- Planta motriz: un motor BMW IX sobrealimentado V12 refrigerado por líquido, 592 kW (790 hp)

### Prestaciones
- Velocidad máxima: 259 km/h
- Techo de vuelo: 7000 m

### Armamento
- 2 ametralladoras de 7,7 mm.
- Hasta 500 kg de carga de bombas.

### Aeronaves similares
- Mitsubishi Ki-30
- Mitsubishi Ki-51
- Heinkel He 70
- Fairey Battle
- PZL.23 Karaś
- Sukhoi Su-2
- A-35 Vengeance

### Listas relacionadas
- Anexo:Aviones del Ejército Imperial Japonés